# Clara Sperlich-Tlučhoř
Clara Sperlich-Tlučhoř (1865–1951) byla rakouská učitelka na dívčích školách. Její jméno se objevuje v několika variantách: Clara Sperlich, Clara Sperlich-Tlučhoř, Clara Tlučhoř, Klara Tlučhoř-Sonnleitner.

## Dílo
Zabývala se především otázkou školní gymnastiky pro dívky, která měla snížit výskyt špatného držení těla nebo skoliózy. Dále propagovala jejich vhodné a zdravé oblékání bez přimičů zad a šněrovaček. Propagovala i další vhodné sporty pro dívky, jako plavání nebo bruslení. Navrhla sestavy gymnastických cviků pro dívky, které byly postupně zaváděny ve školách. Své pokrokové názory v této oblasti podporovala vyjádřeními mnoha lékařstých specialistů. Na toto téma otiskla řadu článků v časopisu Österreichische Lehrerinnen-Zeitung (Noviny rakouských učitelek) a řadě dalších časopisů a příležitostných tisků. Zabývala se ale i dalšími tématy zdraví na základních školách, jako je zubní hygiena mládeže, nebo tím, jak omezit šíření nakažlivých nemocí na školách.
V archivu Rakouské národní knihovny (Österreichische Nationalbibliothek) je uložena rovněž její korespondence s hudebním skladatelem Guido Petersem.

## Osobní život

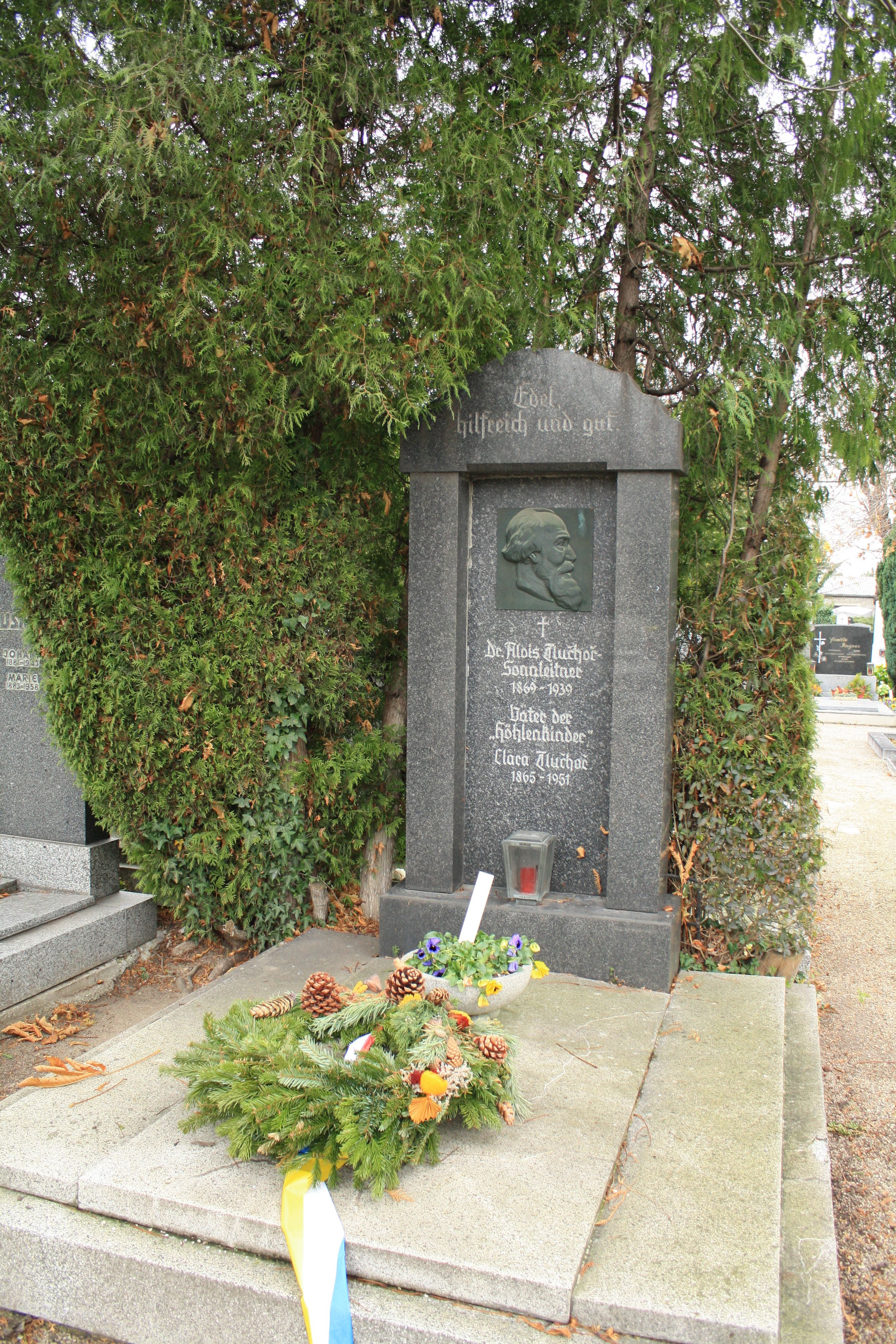
Náhrobek Clary a Aloise Tlučhořových.

V roce 1900 se provdala za učitele a spisovatele Aloise Tlučhoře (1869 Dašice - 1939 Vídeň), který psal knihy pro mládež pod pseudonymem Alois Theodor Sonnleitner. S manželem žila v domě „Auf der Sonnleiten“ v Perchtoldsdorfu u Vídně. V roce 1943 založila na památku svého manžela Cenu Aloise Sonnleitnera (Alois Sonnleitner-Preis) na podporu vědeckého bádání v oblasti základního biomedicínského výzkumu, která se uděluje každoročně od roku 1959.